# Hammersmith Is Out
Hammersmith Is Out, conocida como Pacto con el diablo (en España) y Unidos por el mal (en Perú), es una película de comedia dramática estadounidense de 1972 basada en la leyenda de Fausto. Está dirigida por Peter Ustinov, quien protagonizó la película junto a Elizabeth Taylor, Richard Burton, Beau Bridges y George Raft.

## Sinopsis
La historia se basa en un paciente ingresado en un manicomio que decide escapar y embauca a Billy, un inocente empleado del centro, para que lo acompañe prometiéndole dinero y prosperidad. En su huida, conocen a Jimmie Jean, una camarera que está decidida a cambiar de vida y se va con ellos.

## Reparto
- Elizabeth Taylor como Jimmie Jean Jackson
- Richard Burton como Hammersmith
- Peter Ustinov como el Doctor
- Beau Bridges como Billy Breedlove
- Leon Ames como Gen. Sam Pembroke
- Leon Askin como Dr. Krodt
- Anthony Holland como Oldham
- George Raft como Guido Scartucci
- John Schuck como Henry Joe

## Producción
Hammersmith Is Out fue la primera película financiada por John Crean, el fundador de Fleetwood Enterprises, Inc., un productor de vehículos recreativos, remolques de viaje (incluidos remolques plegables) y viviendas prefabricadas. Crean dijo a un entrevistador que se aventuró en la industria del cine en busca de emoción. «El aburrimiento con los negocios me llevó al cine», dijo. «Créeme, no hay nada aburrido en las películas».

## Premios
- 22º Festival Internacional de Cine de Berlín[3]
  - Oso de plata a la mejor actriz: Elizabeth Taylor (ganadora)[4]
  - Oso de Plata por su destacada contribución artística (ganadora)
  - Oso de oro (nominado)